# Tulgheș
Tulgheș (en hongrois : Gyergyótölgyes) est une commune du județ de Harghita en Roumanie.